# SG Anspach
Die SG 1862 Anspach e. V. ist ein deutscher Sportverein aus Neu-Anspach im Hochtaunuskreis in Hessen. Der Verein wurde im Jahr 1862 in der damaligen Gemeinde „Anspach“ gegründet. Er hat in sechs Abteilungen etwa 2100 Mitglieder. Die erfolgreichste Abteilung ist die Badmintonabteilung. Diese nahm in der Saison 2011/12 erstmals nach 2001/02 wieder an der 1. Badminton-Bundesliga teil. Die anderen Abteilungen sind Fußball, Handball, Tischtennis, Leichtathletik und Turnen.

## Badminton
Die Badmintonabteilung wurde 1977 gegründet und hat zurzeit zirka 200 Mitglieder. Die 1. Mannschaft spielt in der Saison 2011/12 in der 1. Bundesliga. Weitere Höhepunkte der Vereinsgeschichte waren die Teilnahmen an der 1. und 2. Badminton-Bundesliga von 1997 bis zur Saison 2002. In der Saison 2008/2009 wurde das Team Erster in der 2. Bundesliga Süd, verpasste jedoch den Aufstieg in die höchste deutsche Spielklasse durch zwei Niederlagen gegen den Nordmeister TV Refrath.
Die 2. Mannschaft spielte in der Saison 2009/2010 wie im Vorjahr in der Oberliga Mitte. Zudem hat die Abteilung weitere drei Aktiven-, eine Jugend- und zwei Schülermannschaften im Spielbetrieb.

### Erfolge
| Saison    | Veranstaltung                         | Disziplin    | Platz | Name                                                                     |
| --------- | ------------------------------------- | ------------ | ----- | ------------------------------------------------------------------------ |
| 1987/1988 | Deutsche Einzelmeisterschaft U14      | Damendoppel  | 1     | Sandra Mirtsching / Bianca Pohl (SG Anspach / TFC Wolfshagen)            |
| 1987/1988 | Deutsche Mannschaftsmeisterschaft U14 | Mannschaft   | 1     | SG 1862 Anspach                                                          |
| 1990/1991 | Deutsche Einzelmeisterschaft U14      | Damendoppel  | 2     | Dominique Mirtsching (SG Anspach) / Stefanie Struschka (1. BC Frankfurt) |
| 1990/1991 | Deutsche Einzelmeisterschaft U14      | Dameneinzel  | 2     | Dominique Mirtsching (SG Anspach)                                        |
| 1991/1992 | Deutsche Einzelmeisterschaft U14      | Damendoppel  | 1     | Dominique Mirtsching / Anette Holrik (SG 1862 Anspach / SG Kelkheim)     |
| 1991/1992 | Deutsche Einzelmeisterschaft U14      | Dameneinzel  | 1     | Dominique Mirtsching (SG 1862 Anspach)                                   |
| 1991/1992 | Deutsche Einzelmeisterschaft U14      | Mixed        | 1     | Mike Joppien / Dominique Mirtsching (FC Langenfeld / SG 1862 Anspach)    |
| 1991/1992 | Deutsche Einzelmeisterschaft U18      | Mixed        | 1     | Franklin Wahab / Sandra Mirtsching (SG 1862 Anspach)                     |
| 1993/1994 | Deutsche Einzelmeisterschaft U16      | Dameneinzel  | 2     | Dominique Mirtsching (SG Anspach)                                        |
| 1993/1994 | Deutsche Einzelmeisterschaft U16      | Mixed        | 1     | Mike Joppien / Dominique Mirtsching (FC Langenfeld / SG 1862 Anspach)    |
| 1993/1994 | Deutsche Einzelmeisterschaft U22      | Mixed        | 2     | Alexander Merget (SG Anspach) / Sandra Mirtsching (SG Anspach)           |
| 1993/1994 | 2. Bundesliga                         | Mannschaft   | 3     | SG Anspach                                                               |
| 1994/1995 | 2. Bundesliga                         | Mannschaft   | 3     | SG Anspach                                                               |
| 1995/1996 | 2. Bundesliga                         | Mannschaft   | 2     | SG Anspach                                                               |
| 1996/1997 | 2. Bundesliga                         | Mannschaft   | 1     | SG Anspach                                                               |
| 1997/1998 | Deutsche Einzelmeisterschaft          | Mixed        | 3     | Michael Keck / Sandra Mirtsching (SSV Heiligenwald / SG Anspach)         |
| 1997/1998 | 1. Bundesliga                         | Mannschaft   | 9     | SG Anspach                                                               |
| 1998/1999 | Deutsche Einzelmeisterschaft          | Dameneinzel  | 1     | Heike Schönharting (SG 1862 Anspach)                                     |
| 1998/1999 | Deutsche Einzelmeisterschaft          | Herrendoppel | 3     | Michael Keck / Christian Mohr (SG Anspach / FC Langenfeld)               |
| 1998/1999 | Deutsche Einzelmeisterschaft          | Mixed        | 2     | Michael Keck / Nicol Pitro (SG Anspach / SV Fortuna Regensburg)          |
| 1998/1999 | 1. Bundesliga                         | Mannschaft   | 9     | SG Anspach                                                               |
| 1999/2000 | Deutsche Einzelmeisterschaft          | Dameneinzel  | 3     | Heike Schönharting (SG Anspach)                                          |
| 1999/2000 | 2. Bundesliga                         | Mannschaft   | 1     | SG Anspach                                                               |
| 2000/2001 | 1. Bundesliga                         | Mannschaft   | 9     | SG Anspach                                                               |
| 2001/2002 | Deutsche Einzelmeisterschaft U19      | Dameneinzel  | 3     | Carola Bott (SG Anspach)                                                 |
| 2001/2002 | Deutsche Einzelmeisterschaft U22      | Damendoppel  | 3     | Sonja Martenstein / Melanie Schell (SG Anspach / BV Maintal)             |
| 2001/2002 | Deutsche Einzelmeisterschaft U22      | Dameneinzel  | 1     | Sonja Martenstein (SG Anspach)                                           |
| 2001/2002 | 1. Bundesliga                         | Mannschaft   | 8     | SG Anspach                                                               |
| 2002/2003 | 2. Bundesliga                         | Mannschaft   | 2     | SG Anspach                                                               |
| 2002/2003 | Deutsche Einzelmeisterschaft          | Herrendoppel | 3     | Michael Keck / Arnd Vetters (1. BC Bischmisheim / SG Anspach)            |
| 2003/2004 | 2. Bundesliga                         | Mannschaft   | 1     | SG Anspach                                                               |
| 2004/2005 | Deutsche Einzelmeisterschaft U17      | Damendoppel  | 1     | Eva Mayer / Mona Reich (PSV Ludwigshafen / SG Anspach)                   |
| 2004/2005 | Deutsche Einzelmeisterschaft U17      | Dameneinzel  | 3     | Mona Reich (SG Anspach)                                                  |
| 2004/2005 | 2. Bundesliga                         | Mannschaft   | 4     | SG Anspach                                                               |
| 2005/2006 | Deutsche Einzelmeisterschaft U19      | Dameneinzel  | 2     | Mona Reich (SG Anspach)                                                  |
| 2005/2006 | Deutsche Einzelmeisterschaft U19      | Herrendoppel | 2     | Daniel Benz / Felix Schoppmann (Radebeuler BV / SG Anspach)              |
| 2005/2006 | 2. Bundesliga                         | Mannschaft   | 4     | SG Anspach                                                               |
| 2006/2007 | Deutsche Einzelmeisterschaft U19      | Damendoppel  | 2     | Mona Reich (SG Anspach) / Julia Schmidt (SV Neubiberg-Ottobrunn)         |
| 2006/2007 | Deutsche Einzelmeisterschaft U22      | Dameneinzel  | 1     | Mona Reich (SG Anspach)                                                  |
| 2006/2007 | 2. Bundesliga                         | Mannschaft   | 2     | SG Anspach                                                               |
| 2007/2008 | 2. Bundesliga                         | Mannschaft   | 3     | SG Anspach                                                               |
| 2008/2009 | 2. Bundesliga                         | Mannschaft   | 1     | SG Anspach                                                               |
| 2009/2010 | 2. Bundesliga                         | Mannschaft   | 3     | SG Anspach                                                               |
| 2010/2011 | 2. Bundesliga                         | Mannschaft   | 1     | SG Anspach                                                               |
| 2011/2012 | 1. Bundesliga                         | Mannschaft   | 9     | SG Anspach                                                               |

## Fußball
Die Fußballabteilung wurde 1908 gegründet. Die erste Mannschaft der SG Anspach stieg 2011 in die sechstklassige Verbandsliga Hessen (Staffel Süd) auf. Gespielt wird auf dem Kunstrasenplatz an der Friedrich-Ludwig-Jahn-Straße.

## Handball
Die erste Mannschaft spielt in der Bezirksliga C. Gespielt wird in der großen Turnhalle der Adolf-Reichwein-Schule.
Als großen gesellschaftlichen Beitrag für die Stadt und das Vereinsleben, organisiert die Handballabteilung jährlich das Pfingstfest. Das Pfingstfest besteht sportlich aus einem Handballturnier für Freizeitmannschaften und aus einem Fest am Abend.

## Tischtennis
Die SG Anspach wurde zum Aushängeschild der Jugend- und Schülerförderung im gesamten Hochtaunuskreis. Viele Jungstars bildeten fortan auch das Gerippe der ersten Mannschaft. Unten ihnen auch heute noch klangvolle Namen wie Frank Schuler oder Holger Reuter.
Die Abteilung wurde zwischenzeitlich für eine kurze Amtszeit von Erich Heuss geführt, ehe Jürgen Peters die Geschicke leitete. Im Jahr 1991 kam der damals erst 23-jährige Jens Maurer ans Ruder, der sich fortan für ein noch besseres Miteinander in der Abteilung einsetzte. Diverse Unternehmungen und Feierlichkeiten rückten neben der sportlichen Entwicklung nun auch in den Vordergrund.
Im Jahr 1994 verließen uns mit den Gebrüdern Lilienthal und David Jüttner leider drei sehr hoffnungsvolle Talente, um sich höherklassigen Vereinen anzuschließen. Die drei Youngster sammelten in ihrer Zeit bei der SG Anspach zahlreiche Hessen- und Südwesttitel. Nach ein paar mageren Jahren sowohl im Erwachsenen- als auch im Jugendbereich geht es im neuen Millennium mit der Abteilung wieder bergauf. Marc Rindert hatte zwischenzeitlich das Zepter von Amir Nemat als Chef der Abteilung übernommen. In seine Amtszeit fiel dann auch der bis dahin größte Erfolg der Abteilung. Mit der 1. Herrenmannschaft wurde der Aufstieg in die Oberliga, der vierthöchsten deutschen Spielklasse, geschafft. Drei Jahre hielt man sich in dieser Klasse, ehe diverse Spielerabgänge für einen zweimaligen Abstieg und die Rückkehr in die Verbandsliga sorgten.
Der mittlerweile neue und auch noch amtierende Abteilungsleiter Siegfried Kuhnert schrieb sich die umgehende Rückkehr in die Oberliga auf die Fahne. Und genau dies wurde bereits in der Saison 2008/2009 realisiert. In der Saison 2009/2010 konnte die Oberliga-Truppe den Klassenerhalt feiern. Darüber hinaus spielte Jens Schabacker bei den Jugend-Europameisterschaften mit und auch Marc Rode gab sein Debüt im Nationaltrikot. Die Jugend-Mannschaft wurde im Mai 2010 Südwestdeutscher Meister und nur einen Monat später Vierter bei der Deutschen Meisterschaft.

## Leichtathletik
Es gibt eine Erwachsenengruppe und eine Schülergruppen von der A- bis C-Jugend. Trainiert wird auf dem Sportplatz an der Adolf-Reichwein-Schule.

## Turnen
Die Turnabteilung ist mit weitem Abstand die größte Abteilung. Die große Anzahl an Übungsleitern und Trainingsangeboten bestätigt das. Es gibt Angebote für Klein- und Vorschulkinder, Schüler und Erwachsene.

## Sportstätten
Die Trainingsangebote und Wettkämpfe werden in den Sportstätten der Stadt Neu-Anspach ausgetragen. Die Halle an der Friedrich-Ludwig-Jahn-Straße wurde im Jahr 2019 in „Walter-Ernst-Halle“ erstmals mit einem Namen ernannt. Sie trägt damit den Namen einer Vereinsikone der SG Anspach.